# Neochauliodes griseus
Neochauliodes griseus är en insektsart som beskrevs av C.-k. Yang och Ding Yang 1999. Neochauliodes griseus ingår i släktet Neochauliodes och familjen Corydalidae. Inga underarter finns listade i Catalogue of Life.